# Neoperla alboguttata
Neoperla alboguttata är en bäcksländeart som beskrevs av Peter Zwick 1986. Neoperla alboguttata ingår i släktet Neoperla och familjen jättebäcksländor. Inga underarter finns listade i Catalogue of Life.